# Tripteroides folicola
Tripteroides folicola is een muggensoort uit de familie van de steekmuggen (Culicidae). De wetenschappelijke naam van de soort werd voor het eerst geldig gepubliceerd in 1955 door John Nicholas Belkin.